# Ramón Puerta

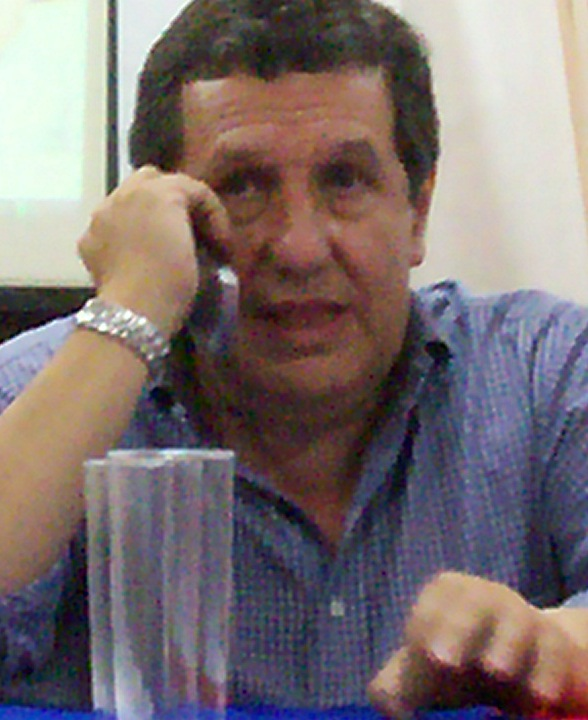
Federico Ramón Puerta

Federico Ramón Puerta (* 9. September 1951 in Apóstoles, Provinz Misiones, Argentinien) ist ein argentinischer Politiker (PJ). Als Senatspräsident amtierte er vom 21. bis zum 23. Dezember 2001 interimistisch als Präsident von Argentinien.

## Biografie

### Herkunft, Familie und Ausbildung
Der in Apóstoles in der nordargentinischen Provinz Misiones geborene Puerta stammt aus einer einflussreichen Familie. Sein Großvater, ein spanischer Einwanderer, war Gründer der Banco de Misiones; sein Vater war Großgrundbesitzer und landwirtschaftlicher Produzent (Mate). Ramón Puerta studierte Ingenieurwesen an der UCA in Buenos Aires, übte diese Profession jedoch nie aus. Nach seinem Studium kehrte er nach Apóstoles zurück und unterstützte das landwirtschaftliche Familienunternehmen. Er erwirtschaftete so mehrere Millionen US-Dollar und pflegte einen luxuriösen Lebensstil. Laut übereinstimmenden Medienberichten war er einer der reichsten Männer von Misiones.
Ramón Puerta hat zwei Söhne, einer von ihnen, Pedro Puerta, ist ebenfalls Politiker und kandidierte 2019 erfolglos für Juntos por el Cambio.

### Politische Karriere bis 2001
Puerta trat 1972 der Justizialistischen Partei (Peronisten) bei. 1985 kandidierte er erfolglos für das Argentinische Unterhaus, war jedoch 1987 erfolgreich und blieb Abgeordneter bis 1991. Von 1991 bis 1999 war er Gouverneur der Provinz Misiones. In dieser Zeit hatte Misiones mit 4 % die niedrigste Arbeitslosenquote Argentiniens. Er verschuldete jedoch die Provinz und ein Drittel der Bevölkerung litt unter einem Mangel an Grundversorgung. Puertas lapidare Aussage: „Die Kinder laufen barfuß, weil ihnen heiß ist.“ wurde mehrfach kritisiert. Dem neoliberalen Stil des Präsidenten Carlos Menem folgend, privatisierte Puerta siebzehn Unternehmen, darunter die von seinem Großvater gegründete Banco de Misiones. Menem bezeichnete ihn als „seinen besten Schüler“. Nach Ende seiner zweiten Amtszeit war er für zwei Jahre erneut Parlamentsabgeordneter, bis er im Oktober 2001 als Senator für Misiones in den argentinischen Senat einzog, dessen Vorsitzender er sofort wurde. Er galt zu jener Zeit als gut vernetzt und als ein guter Verhandler, der mit zahlreichen politischen Weggefährten, vor allem aus dem konservativen und rechts-liberalen Spektrum, gute Kontakte pflegte, so mit Carlos Menem, Eduardo Duhalde, Mauricio Macri (den er im Studium kennen gelernt hatte) und Domingo Cavallo.

### Kurzzeitige Präsidentschaft 2001
Als Fernando de la Rúa im Zusammenhang der Argentinien-Krise am 21. Dezember 2001 vom Amt des Präsidenten zurücktrat, hätte der Vizepräsident das Amt übernehmen müssen. Vizepräsident Carlos Álvarez hatte sein Amt aber schon im Oktober 2000 niedergelegt und seitdem war der Posten vakant. Der nächste in der Reihe war nach der Verfassung Ramón Puerta, der damalige Vorsitzende des Senats, dessen primäre Aufgabe es war, die kurzfristige Wahl eines Interimspräsidenten zu organisieren. In dieses Amt wurde am 23. Dezember 2001 sein Parteikollege Adolfo Rodríguez Saá gewählt. Die teils gewaltsamen Demonstrationen, die schon die letzten Tage der Präsidentschaft de la Rúas begleitet hatten, wurden jedoch fortgesetzt und Rodríguez Saá trat schon am 30. Dezember 2001 aus Ermangelung an politischer Unterstützung wieder vom Amt zurück. Es wäre somit wieder an Ramón Puerta übertragen worden, der jedoch ablehnte, wodurch Eduardo Camaño (ebenfalls PJ) als Vorsitzender der Abgeordnetenkammer das Amt übernahm, der es am 2. Januar 2002 an Eduardo Duhalde (PJ) übergab, den fünften Präsidenten Argentiniens innerhalb von 13 Tagen.

### Nach der Präsidentschaft
Ramón Puerta blieb bis 2005 Senator und positionierte sich dabei gegen den vom Präsidenten Néstor Kirchner eingeschlagenen Kurs (sog. Kirchnerismo). Von 2009 bis 2013 war er erneut Parlamentsabgeordneter im Abgeordnetenhaus, jetzt für die in Misiones angesiedelte Partei PRO (Frente Unión Pro Dignidad), die sich gegen den Kurs der ebenfalls peronistischen Präsidentin Cristina Fernández de Kirchner stellte.
Von 2016 bis 2020 war er vom Präsidenten Mauricio Macri zum argentinischen Botschafter in Spanien bestellt. Er wurde im Frühjahr 2020, nach der Wahlniederlage Macris, durch Ricardo Alfonsín abgelöst.

## Kontroversen
2014 wurden Vorwürfe gegen Puerta erhoben, er habe in seinem landwirtschaftlichen Betrieb Arbeiter, darunter auch Kinder, schwarz und unter inakzeptablen Arbeitsbedingungen beschäftigt. Zudem soll Puerta während seiner Zeit als Provinzgouverneur von Misiones das Bauunternehmen des späteren Präsidenten Mauricio Macri mit umfangreichen und überteurten Aufträgen versorgt haben.